# Köln-Flocken
Köln-Flocken ist eine fachsprachlich-ironische Sammelbezeichnung für kleine Fragmente von Archivalien, die beim Einsturz des Historischen Archivs der Stadt Köln im März 2009 zerstört wurden. Sie enthalten so wenig Text, dass kein unmittelbarer Rückschluss auf ihre Herkunft möglich ist.

## Herkunft
Die Wortschöpfung stammt vom Journalisten Dietmar Bartz. Er verwendete sie erstmals in einem Bericht von den Rettungsarbeiten in Köln in der tageszeitung vom 15. April 2009. Der Begriff geht auf die Köllnflocken zurück, ein Haferflockenprodukt der Firma Peter Kölln in Elmshorn, und spielt auch auf die Leichtigkeit und Unzähligkeit von Flocken an. Im Jahr 2010 schätzte die Archivleitung die Zahl der Fragmente auf sieben Millionen. 2016 wurde der Umfang mit 1900 Kartons angegeben. Ihre manuelle Erschließung ist aussichtslos. Ein Projekt, sie durch Bilderkennungssoftware zuzuordnen, befand sich 2018 in der Entwicklungsphase. Seit der Erstnennung ist „Köln-Flocken“ unter Archivaren und Restauratoren als Begriff etabliert.

## Einordnung
Linguistisch, als Wortspiel der Mehrdeutigkeit, ist „Köln-Flocken“ homophon mit „Kölln-Flocken“. Rhetorisch weist der Ausdruck einen Doppelcharakter auf: Hinsichtlich der kaum zu bewältigenden Aufgabe der Archivare handelt es sich um  Galgenhumor, als verharmlosende Anspielung auf einen tragischen Vorgang um schwarzen Humor. Dieser entsteht aus der Normwidrigkeit des Wortspiels. Psychologisch, als Bewältigungsstrategie durch absichtliches Herunterspielen, liegt Dissimulation vor.

## Zitierung
- „Fetzen. Irgendwo abgerissen, kein Stück größer als mein Handteller, vieles kleiner, verknittert, keines passt zu anderen in seiner Umgebung. (...) Manches ist so leicht, dass der Staubsauger es aufwirbeln und verschlucken könnte, wenn der Hausmeister nicht aufpasst. Kölnflocken.“[2]

- „Längst schon sind auch die verheerenden Dokumentenschäden mit rheinischem Wortwitz bedacht. Viele der Papierfetzen, die beim Einsturz aus den Dokumenten gerissen wurden, wellen oder kräuseln sich nämlich nach dem Trocknen. Deshalb heißen sie am Rhein nun prompt nur noch jovial die ,Köln-Flocken‘.“[8]

- „,Köln-Flocken‘ sind die tausenden kleinen Fragmente von Akten, Pergamenthandschriften, Fotos usw., deren Zuordnung nie wieder gelingen wird.“[9]